# Rudolf Möllerson
Rudolf Alexander Möllerson (* 8. August 1892 in Tartu; † 8. Oktober 1940 in Berlin) war ein estnischer Diplomat. Er war 1939/40 Gesandter der Republik Estland in Berlin.

## Frühe Jahre
Rudolf Möllerson besuchte die Schule in Tartu (deutsch Dorpat) und Pskow (Pleskau). Er schloss 1914 sein Maschinenbau-Studium an der Technischen Universität Braunschweig ab. Anschließend arbeitete er in der Privatwirtschaft in Deutschland, der Schweiz und Russland.
Möllerson war während des Estnischen Freiheitskriegs gegen Sowjetrussland (1918–1920) Verbindungsoffizier der estnischen Regierung bei den mit Estland verbündeten britischen Seestreitkräften. Bis 1921 war er für die britische Militärmission tätig.

## Diplomatische Karriere
Anschließend ging Möllerson in den neu gegründeten diplomatischen Dienst der Republik Estland. Für kurze Zeit war er als Leiter der Verwaltungsabteilung im Außenministerium in Tallinn (Reval) aktiv, bevor er als Referent und Generalkonsul von 1921 bis 1931 an der estnischen Gesandtschaft in London tätig war. 1931 kehrte er erneut als Leiter der Verwaltungsabteilung in das estnische Außenministerium nach Tallinn zurück.
Von dort an ging seine Karriere steil bergauf. 1933/34 war Möllerson kurzzeitig Generalkonsul in Leningrad, anschließend Direktor der Politischen Abteilung des Außenministeriums. Von 1936 bis 1937 war Möllerson Referent an der estnischen Gesandtschaft in Paris, von 1937 bis 1939 estnischer Gesandter in Helsinki und vom 15. November 1939 bis zum 8. August 1940 Gesandter der Republik Estland in Berlin (zugleich als Gesandter in den Niederlanden akkreditiert).

## Besetzung Estlands
Als Folge des Hitler-Stalin-Pakts vom 24. August 1939 besetzte die Rote Armee im Juni 1940 die Republik Estland. Im August 1940 wurde die estnische Gesandtschaft in Berlin geschlossen. Möllerson weigerte sich allerdings, nach Estland zurückzukehren und wurde in Abwesenheit von den sowjetischen Besatzungsorganen zum Tode verurteilt. Er starb wenige Wochen später an einer Herzerkrankung, wahrscheinlich in Berlin.
Möllerson war der letzte estnische Gesandte in Deutschland vor Wiedererlangung der estnischen Unabhängigkeit 1991.